# Chi vuole sposare mia mamma?
Chi vuole sposare mia mamma o mio papà? è un programma televisivo italiano, in onda dal 22 giugno 2022 su TV8 in prima serata con la conduzione di Caterina Balivo.
Il programma, una delle rare produzioni in esclusiva assoluta del canale free di Sky Italia, è prodotto dalla casa di produzione Blu Yazmine. La prima edizione si è intitolata solamente Chi vuole sposare mia mamma?.

## Il programma
Il programma ha l'obiettivo di dare una nuova possibilità a delle mamme e papà accompagnate da un proprio figlio o figlia, alla ricerca dell'anima gemella. Per un periodo di tempo i genitori e i figli vivranno in una villa dotata di ogni comfort, e per ognuna di queste sei pretendenti, pronti a farsi conoscere, seguendo però delle regole: gli incontri possono avvenire solo in determinate situazioni e per un tempo limitato, secondo un grado di intimità che si approfondisce giorno dopo giorno. 
Non tutti hanno le stesse possibilità fino alla fine: ogni genitore deve man mano scegliere chi eliminare, col supporto del proprio figlio, che avrà anche delle inaspettate opportunità di cambiare le carte in tavola. Le storie si dipanano sotto l’occhio attento e romantico di Caterina Balivo, che con la sua eleganza accompagna ogni genitore verso il possibile lieto fine.

## Edizioni
| Edizione | Titolo del programma                    | Conduzione      | Periodo          | Periodo         | Episodi | Location                       | Regia         | Partecipanti | Partecipanti |
| Edizione | Titolo del programma                    | Conduzione      | Inizio           | Fine            | Episodi | Location                       | Regia         | Mamme        | Papà         |
| -------- | --------------------------------------- | --------------- | ---------------- | --------------- | ------- | ------------------------------ | ------------- | ------------ | ------------ |
| 1ª       | Chi vuole sposare mia mamma?            | Caterina Balivo | 22 giugno 2022   | 27 luglio 2022  | 12      | Villa Tenchio (Casirate Olona) | Adriano Galli | 3            | Nessuno      |
| 2ª       | Chi vuole sposare mia mamma o mio papà? | Caterina Balivo | 15 novembre 2022 | 6 dicembre 2022 | 4       | Villa Tenchio (Casirate Olona) | Adriano Galli | 1            | 1            |
| 3ª       | Chi vuole sposare mia mamma o mio papà? | Caterina Balivo | 27 giugno 2023   | 18 luglio 2023  | 4       | Villa Tenchio (Casirate Olona) | Adriano Galli | 1            | 1            |

## Puntate

### Prima edizione

#### Partecipanti
| Episodi | Partecipante      | Partecipante | Corteggiatori        | Corteggiatori | Corteggiatori                         | Corteggiatori   | Corteggiatori                           |
| Episodi | Mamma             | Anni         | Pretendente          | Anni          | Professione                           | Giorni in villa | Stato                                   |
| ------- | ----------------- | ------------ | -------------------- | ------------- | ------------------------------------- | --------------- | --------------------------------------- |
| 1-4     | Stefania Gagliano | 50           | Simone Tacconi       | 46            | Ex Calciatore                         | 1-7             | Scelta                                  |
| 1-4     | Stefania Gagliano | 50           | Massimo Regazzi      | 53            | Orefice                               | 1-7             | Eliminato alla scelta                   |
| 1-4     | Stefania Gagliano | 50           | Alessandro Scialla   | 43            | Attore teatrale                       | 5-6             | Eliminato nel 4º episodio               |
| 1-4     | Stefania Gagliano | 50           | Francesco Capodaglio | 42            | Deejay                                | 1-6             | Eliminato nel 3º episodio               |
| 1-4     | Stefania Gagliano | 50           | Antonio Cristofaro   | 41            | Operaio                               | 1-5             | Eliminato dal figlio nel 3º episodio    |
| 1-4     | Stefania Gagliano | 50           | Fabio Staiano        | 48            | Impiegato                             | 1-2             | Eliminato nel 2º episodio               |
| 1-4     | Stefania Gagliano | 50           | Sabatino Furnari     | 60            | Organizzatore di eventi               | 1-1             | Eliminato nel 1º episodio               |
|         |                   |              |                      |               |                                       |                 |                                         |
| 5-8     | Maria Corso       | 43           | Alex Cosma           | 42            | Macellaio                             | 1-7             | Scelta                                  |
| 5-8     | Maria Corso       | 43           | Simone Pastore       | 37            | Speaker radiofonico                   | 1-7             | Eliminato alla scelta                   |
| 5-8     | Maria Corso       | 43           | Emanuele Guadagno    | 52            | Programmatore tecnico                 | 1-6             | Eliminato nell'8º episodio              |
| 5-8     | Maria Corso       | 43           | Gianluigi            | 53            | Informatico                           | 4-5             | Eliminato nel 7º episodio               |
| 5-8     | Maria Corso       | 43           | Davide Attademo      | 44            | Steward                               | 1-2             | Eliminato nel 6º episodio               |
| 5-8     | Maria Corso       | 43           | Matteo Martino       | 35            | Ex pallavolista                       | 1-2             | Ritirato                                |
| 5-8     | Maria Corso       | 43           | Pierpaolo            | 42            | Investigatore privato                 | 1-1             | Eliminato nel 5º episodio               |
|         |                   |              |                      |               |                                       |                 |                                         |
| 9-12    | Patrizia D'Angelo | 49           | Andrea Cottini       | 53            |                                       | 1-7             | Scelta                                  |
| 9-12    | Patrizia D'Angelo | 49           | Simone Arru          | 41            | Gestore di un locale, spogliarellista | 1-7             | Eliminato alla scelta                   |
| 9-12    | Patrizia D'Angelo | 49           | Davide               |               |                                       | 5-7             | Ritirato                                |
| 9-12    | Patrizia D'Angelo | 49           | Roberto              | 59            |                                       | 1-5             | Eliminato nel 11º episodio              |
| 9-12    | Patrizia D'Angelo | 49           | Davide Iannicelli    | 42            |                                       | 1-5             | Eliminato dalla figlia nel 11º episodio |
| 9-12    | Patrizia D'Angelo | 49           | Christian Menegozzo  | 38            | Operatore socio-sanitario             | 1-3             | Eliminato nel 10º episodio              |
| 9-12    | Patrizia D'Angelo | 49           | Claudio              | 60            | Concessionario                        | 1-1             | Eliminato nel 9º episodio               |

#### Ascolti TV
| Episodio | Messa in onda  | Telespettatori | Share |
| -------- | -------------- | -------------- | ----- |
| 1        | 22 giugno 2022 | 409 000        | 2,70% |
| 2        | 22 giugno 2022 | 409 000        | 2,70% |
| 3        | 29 giugno 2022 | 344 000        | 2,30% |
| 4        | 29 giugno 2022 | 344 000        | 2,30% |
| 5        | 6 luglio 2022  | 322 000        | 2,20% |
| 6        | 6 luglio 2022  | 322 000        | 2,20% |
| 7        | 13 luglio 2022 | 356 000        | 2,40% |
| 8        | 13 luglio 2022 | 356 000        | 2,40% |
| 9        | 20 luglio 2022 | 472 000        | 3,30% |
| 10       | 20 luglio 2022 | 472 000        | 3,30% |
| 11       | 27 luglio 2022 | 409 000        | 2,80% |
| 12       | 27 luglio 2022 | 409 000        | 2,80% |
| Media    | Media          | 385 000        | 2,62% |

### Seconda edizione

#### Ascolti TV
| Puntata | Messa in onda    | Telespettatori | Share |
| ------- | ---------------- | -------------- | ----- |
| 1       | 15 novembre 2022 | 268.000        | 1,50% |
| 2       | 22 novembre 2022 | 218.000        | 1,30% |
| 3       | 29 novembre 2022 | 193.000        | 1,08% |
| 4       | 6 dicembre 2022  | 277.000        | 1,50% |
| Media   | Media            | 239.000        | 1,34% |

### Terza edizione

#### Ascolti TV
| Puntata | Messa in onda  | Telespettatori | Share |
| ------- | -------------- | -------------- | ----- |
| 1       | 27 giugno 2023 | 307.000        | 2,00% |
| 2       | 4 luglio 2023  | 250.000        | 1,70% |
| 3       | 11 luglio 2023 | 280.000        | 2,00% |
| 4       | 18 luglio 2023 | 234.000        | 1.70% |
| Media   | Media          | 268.000        | 1,85% |

## Audience
| Edizione | Rete televisiva | Anno | Stagione | Programmazione | Programmazione | Programmazione | Programmazione | Programmazione | Programmazione | Programmazione | Telespettatori | Share | Première       | Première | Finale         | Finale |
| Edizione | Rete televisiva | Anno | Stagione | L              | M              | M              | G              | V              | S              | D              | Telespettatori | Share | Telespettatori | Share    | Telespettatori | Share  |
| -------- | --------------- | ---- | -------- | -------------- | -------------- | -------------- | -------------- | -------------- | -------------- | -------------- | -------------- | ----- | -------------- | -------- | -------------- | ------ |
| 1ª       | TV8             | 2022 | estate   |                |                |                |                |                |                |                | 385 000        | 2,62% | 409 000        | 2,70%    | 409 000        | 2,80%  |
| 2ª       | TV8             | 2022 | autunno  |                |                | 239.000        | 1,34%          | 268.000        | 1,50%          | 277.000        | 1,50%          |       |                |          |                |        |
| 3ª       | TV8             | 2023 | estate   | 268.000        | 1,85%          | 307.000        | 2,00%          | 234.000        | 1,70%          |                |                |       |                |          |                |        |